# Stactolaema
Stactolaema – rodzaj ptaków z podrodziny wąsali (Lybiinae) w rodzinie tukanowatych (Ramphastidae).

## Zasięg występowania
Rodzaj obejmuje gatunki występujące w Afryce Subsaharyjskiej.

## Morfologia
Długość ciała 17–19 cm; masa ciała 36–63 g.

## Systematyka

### Etymologia
- Stactolaema: gr. στακτος staktos „sączenie, kapanie”, od σταζω stazō „kapać”; λαιμος laimos „gardło”[5].
- Smilorhis: gr. σμιλη smilē „nóż, ostrze”; ῥις rhis, ῥινος rhinos „nos”[6]. Gatunek typowy: Megalaema leucotis Sundevall, 1850.

### Podział systematyczny
Do rodzaju należą następujące gatunki:
- Stactolaema leucotis (Sundevall, 1850) – brodacznik białouchy
- Stactolaema whytii (Shelley, 1893) – brodacznik białoskrzydły
- Stactolaema anchietae (Bocage, 1869) – brodacznik żółtolicy